# Алесты
Алесты (лат. Alestes) — род лучепёрых рыб из семейства африканских тетр (Alestidae). Эндемики Африки. Ранее его включали в семейство харациновых.
В бассейне озера Чад несколько видов рыб (алест и гидроцин) слегка коптят и сушат на солнце (продукт известен под общим названием salanga).

## Виды
В состав рода включают следующие виды:
- Alestes ansorgii Boulenger, 1910
- Alestes baremoze (Joannis, 1835) typus
- Alestes dentex (Linnaeus, 1758)
- Alestes inferus Stiassny, Schelly & Mamonekene, 2009
- Alestes liebrechtsii Boulenger, 1898
- Alestes macrophthalmus Günther, 1867
- Alestes stuhlmannii Pfeffer, 1896

Виды, объявленные синонимами:
- Alestes bouboni Roman, 1973: синоним Brycinus nurse (Rüppell, 1832)
- Alestes chaperi Sauvage, 1882: синоним Brycinus longipinnis (Günther, 1864)
- Alestes longipinnis (Günther, 1864): синоним Brycinus longipinnis (Günther, 1864)
- Alestes luteus Roman, 1966: синоним Brycinus luteus (Roman, 1966)
- Alestes macrolepiditus (Valenciennes, 1850): синоним Brycinus macrolepidotus Valenciennes, 1850
- Alestes macrolepidotus (Valenciennes, 1850): синоним Brycinus macrolepidotus Valenciennes, 1850
- Alestes rutilus Boulenger, 1916: синоним Brycinus macrolepidotus Valenciennes, 1850